# داون، لندن بزرگ
داون، لندن بزرگ (به انگلیسی: Downe) یک روستا و ناحیه در بریتانیا است که در منطقه بروملی لندن واقع شده‌است.